# Arkadiusz Grabowski
Arkadiusz Jakub Grabowski (ur. 12 października 1974 w Dąbrowie Górniczej) – polski działacz samorządowy i polityk, z wykształcenia ekonomista, senator IX kadencji.

## Życiorys
W 2004 ukończył studia o specjalności zarządzanie przedsiębiorstwem na Wydziale Zarządzania Akademii Ekonomicznej w Katowicach, a w 2006 – studia podyplomowe na Wydziale Prawa i Administracji Uniwersytetu Śląskiego. W latach 1992–2005 zatrudniony na stanowisku elektronika-automatyka w Fabryce Przewodów Energetycznych w Będzinie, później w Fabryce Tworzyw Sztucznych „Tomjan”. Pracował w Agencji Restrukturyzacji i Modernizacji Rolnictwa na szczeblu powiatowym oraz od 2011 do 2015 w Spółdzielczej Kasie Oszczędnościowo-Kredytowej „Jowisz”, m.in. jako dyrektor pionu ryzyka. W 2015 został dyrektorem Wydziału Obsługi Postępowań w Powiatowym Zarządzie Dróg w Będzinie.
Zaangażował się w działalność polityczną w ramach Prawa i Sprawiedliwości. W 2006 został wybrany na radnego powiatu będzińskiego, uzyskując 651 głosów. W 2010 nie uzyskał reelekcji na tę funkcję. W wyborach samorządowych w 2014 uzyskał natomiast mandat radnego sejmiku śląskiego V kadencji (dostał 4057 głosów).
W 2011 bez powodzenia kandydował do Senatu w okręgu nr 76. W wyborach parlamentarnych w 2015 ponownie kandydował do izby wyższej polskiego parlamentu w tym samym okręgu z ramienia PiS. Został wybrany na senatora IX kadencji, uzyskując 57 092 głosy. W 2018 był kandydatem PiS na prezydenta Będzina w wyborach samorządowych, zajmując ostatnie, 3. miejsce. W 2019 nie uzyskał senackiej reelekcji. W 2023 ponownie z ramienia PiS kandydował do Senatu. W 2024 uzyskał natomiast mandat radnego powiatu.